# 长手菱蟹
长手菱蟹（学名：Parthenope longimanus）为菱蟹科菱蟹属的动物。分布于日本、新几内亚、澳大利亚、印度尼西亚、菲律宾、新加坡、丹老群岛、泰国湾、安达曼海、印度、斯里兰卡、毛里求斯，包括广西、南海、东海等海域，生活环境为海水，主要栖息于水深60-70米的泥沙质底部。